# Kate Winslet
Kate Elizabeth Winslet, CBE (Reading, 5 de outubro de 1975) é uma atriz britânica, vencedora de um Oscar, dois Emmy, cinco Globos de Ouro, quatro SAG Awards, quatro BAFTA e um Grammy. Ela é a atriz mais jovem a receber seis indicações ao Oscar antes dos 31 anos de idade, com sete indicações no total, e é uma das poucas atrizes a ganhar três dos quatro principais prêmios do entretenimento americano (EGOT). Além disso, ela ganhou um prêmio honorário César em 2012.
Nascida em Reading, Winslet estudou teatro no Redroofs Theatre School. Sua primeira aparição na televisão foi aos 15 anos, na série britânica Dark Season (1991). Ela estreou no cinema interpretando uma adolescente assassina em Almas Gêmeas (1994) e recebeu seu primeiro BAFTA Award por interpretar Marianne Dashwood em Razão e Sensibilidade (1995). Ela atingiu o estrelato internacional com o romance épico Titanic de James Cameron, um dos filmes de maior bilheteria de todos os tempos. Após Titanic, evitou papéis em blockbuster em favor de filmes com menor apelo popular, mas aclamados pela crítica, como em Contos Proibidos (2000) e Iris (2001).
O romance de ficção científica Brilho Eterno de uma Mente sem Lembranças (2004), deu a Winslet sua quarta indicação ao Oscar e provou ser um ponto de virada em sua carreira, ela ganhou mais reconhecimento por suas performances em Em Busca da Terra do Nunca (2004), Pecados Íntimos (2006) e Foi Apenas um Sonho (2008). Por seu papel em O Leitor (2008) Winslet ganhou os prêmios Oscar, BAFTA, Globo de Ouro, e o SAG Award.
Nos anos 2010, Winslet interpretou uma mãe solteira na minissérie Mildred Pierce (2011), papel que lhe rendeu um Emmy e integrou o elenco da trilogia Divergente: Divergente (2014) e A Série Divergente: Insurgente. Por sua performance como Joanna Hoffman na cinebiografia Steve Jobs (2015), ela ganhou o seu terceiro BAFTA Award.
Por sua narração no audiobook Listen to the Storyteller (1999), Winslet ganhou um Grammy. Ela gravou a música What If para a trilha sonora do filme Um Conto de Natal (2001). Co-fundadora da instituição de caridade Golden Hat Foundation, que visa criar conscientização sobre o autismo, ela escreveu um livro sobre o tema, The Golden Hat: Talking Back to Autism (2010). A revista Time a nomeou uma das 100 pessoas mais influentes do mundo em 2009 e, em 2012, foi nomeada Comendadora da Ordem do Império Britânico (CBE). Divorciada dos cineastas Jim Threapleton e Sam Mendes, Winslet é casada com o empresário Edward Abel Smith desde 2012. Ela tem um filho de cada casamento.

## Biografia

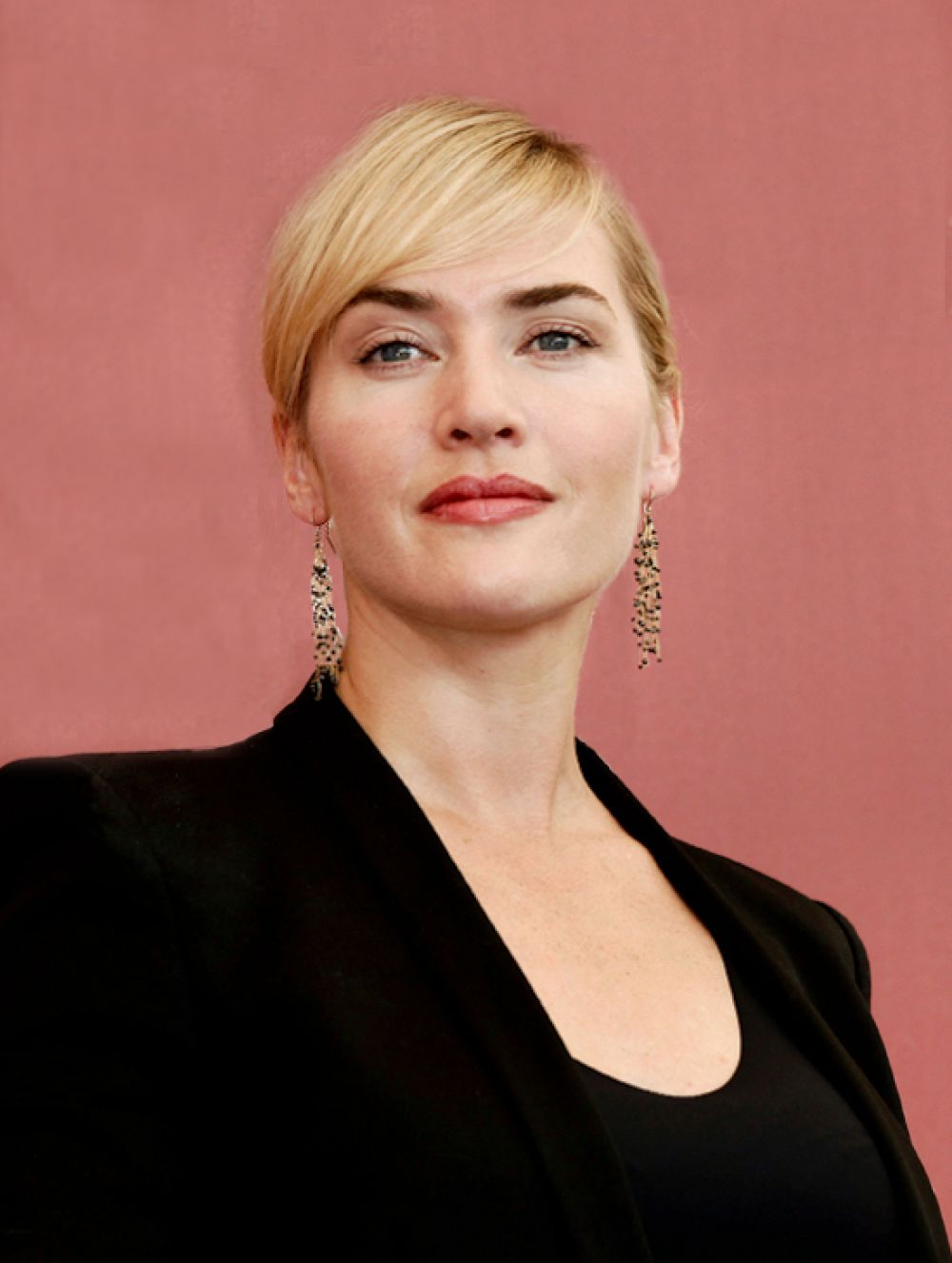
Winslet no Festival de Cinema de Toronto em 2015.

Nascida em Reading, na Inglaterra, Winslet veio de uma família ligada à arte de atuar. Seus pais, Roger e Sally Winslet, eram atores, e seus avós, Oliver e Linda Bridges, administradores de um teatro. Ligada a este mundo, Kate sempre foi fascinada por ele. Aos cinco anos fez sua primeira interpretação, como a Virgem Maria, e aos onze foi estudar teatro na Redroofs Theater School, um curso caro e de prestígio, presente da avó. Aos treze estreou na televisão, em um comercial do cereal Sugar Puffs, dançando com o monstrinho Honey Monster. Passou então a atuar no teatro (em peças como Peter Pan, Adrian Mole, A Game of Soldier e What the Butler Saw) e na televisão britânica (em produções como Shrinks, Casualty, Dark Season, Get Back e Anglo-Saxon Attitudes).
Aos dezessete anos estreou no cinema como a emocional Juliet Hulme em Heavenly Creatures (no Brasil: Almas Gêmeas), do diretor Peter Jackson, que se tornaria seu grande amigo. Ao ler o roteiro pela primeira vez, Kate virou-se para seu pai e disse "Eu preciso conseguir este papel", ao que ele respondeu "Ah, então você vai consegui-lo". O caminho, porém, foi difícil e a escolha da personagem concorrida: Winslet venceu 175 garotas que cobiçavam o papel. Também teve de viver sozinha na Nova Zelândia por quatro meses para as gravações.
Após sua estreia, aceitou o papel de Princesa Sarah em um filme da Disney, Um garoto na corte do Rei Arthur. A produção foi um fracasso, e muitos disseram que um talento como Winslet não deveria ser desperdiçado em uma coisa dessas. A própria atriz admitiu que o filme era mesmo muito ruim.
Em 1995 Emma Thompson estava produzindo uma versão para as telas de Razão e Sensibilidade, de Jane Austen. A princípio pensava-se em dar a Winslet um papel pequeno como o de Lucy Steel, mas ela estava determinada a interpretar Marianne, a irmã emocional. Em conversas com Winslet, Thompson não teve dúvidas que ali estava a atriz que ela procurava. Winslet brilhou interpretando Marianne e recebeu sua primeira indicação ao Oscar por este papel, reafirmando sua posição de promessa da nova geração.
Com o sucesso, pôde buscar filmes que a desafiassem, atuando em Jude (no Brasil Paixão Proibida) e em Hamlet, no papel de Ofélia, sendo convencida pelo diretor Kenneth Branagh a interpretá-la.
Após Hamlet, Winslet estudava propostas de trabalho quando leu o roteiro de Titanic. Imediatamente ligou para o diretor James Cameron afirmando ser ela a Rose que ele procurava. Cameron e a Fox estavam relutantes em dar o papel a Winslet, visto que ela não era uma atriz suficientemente conhecida para estrelar uma produção do porte de Titanic (o filme de maior orçamento criado na época; hoje em segundo lugar). Mas a determinada Winslet não desistiu de seu objetivo, e conseguiu o papel. De acordo com ela, foi até hoje o mais difícil de sua carreira. A personagem era densa e exigia muito dela fisicamente. As filmagens duraram cerca de nove meses e aconteceram em sua grande parte no México. Durante elas Winslet conheceu seu coprotagonista, Leonardo DiCaprio, com quem mantém grande amizade desde então. Devido ao grande número de cenas embaixo da água (que estava em sua temperatura normal, extremamente fria), Winslet contraiu pneumonia e teve de entrar com um processo na justiça para conseguir uma semana de descanso devido ao seu intenso desgaste físico.
Todavia, tudo haveria de ser recompensado. Lançado em 1997, o filme tornou-se um fenômeno, e deixou Winslet conhecida internacionalmente pela interpretação como a jovem aristocrata noiva contra a vontade e que encontra o amor em Jack Dawson, um homem pobre, em meio ao naufrágio do navio Titanic. Winslet recebeu sua segunda indicação ao Oscar (desta vez na categoria principal), e o filme, quatorze. Titanic levou 11 estatuetas. Ela não venceu, mas tornou-se imediatamente uma das atrizes mais requisitadas.
Após o sucesso de Titanic, recebeu diversas propostas para grandes produções, como "Shakespeare Apaixonado" e "Ana e o Rei", mas optou por atuar em um filme pequeno, Hideous Kinky (br: O Expresso de Marrakesh), de pouca distribuição mundial, de forma a descansar um pouco sua imagem. Foi durante as gravações deste que conheceu o assistente de direção Jim Threapleton, com quem se casaria em novembro de 1998. Durante seu casamento com Jim, atuou em uma série de pequenos filmes, como Fogo Sagrado (1999), Christmas Carol: The Movie e Enigma Ela estava grávida durante as gravações deste último, e em 12 de outubro de 2000 deu à luz sua primeira filha, Mia Honey Threapleton.
O casamento com Jim, entretanto, terminou em 2001. A separação foi anunciada pouco tempo após o lançamento do filme Quills (no Brasil Contos Proibidos do Marquês de Sade), onde mostrou não ter medo da nudez. Em 2001 voltou a brilhar com o papel da jovem escritora Iris Murdoch em Iris, que rendeu-lhe a segunda indicação ao Oscar de Melhor Atriz Coadjuvante, terceira no total. Foi na estreia deste filme que a atriz assumiu publicamente seu namoro com o diretor Sam Mendes.
Atuou em The Life of David Gale (no Brasil A Vida de David Gale), uma pesada crítica ao sistema penitenciário norte-americano, Finding Neverland (no Brasil Em Busca da Terra do Nunca), com Johnny Depp, e Eternal Sunshine of the Spotless Mind (no Brasil Brilho Eterno de uma Mente sem Lembranças), com uma personagem intrigante que lhe trouxe a quarta indicação ao Oscar. Durante as gravações deste filme, Winslet soube que estava grávida pela segunda vez e logo se casou com o namorado Sam Mendes. Joe Alfie Winslet Mendes nasceu em 22 de dezembro de 2003.
Em 2005 participou de seu primeiro musical, Romance & Cigarettes (no Brasil Romance e Cigarros), e em 2006 de sua primeira comédia-romântica, The Holiday (no Brasil O Amor Não Tira Férias). No mesmo ano voltou ao gênero que a havia aclamado - o drama, vivendo uma mãe infeliz e infiel em Little Children (no Brasil Pecados Íntimos). Winslet foi indicada ao Oscar pela quinta vez.

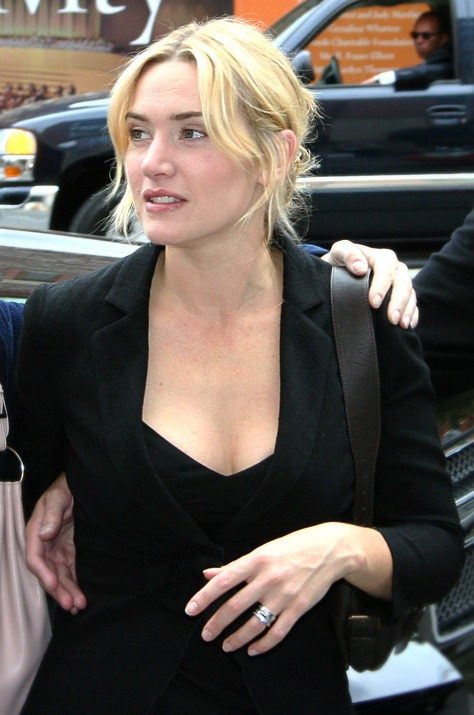
Winslet em 2006

Em 2008 voltou a cena com duas produções: Revolutionary Road (no Brasil Foi Apenas um Sonho), em que foi dirigida pelo marido Sam Mendes e contracenou pela primeira vez com Leonardo DiCaprio após Titanic, vivendo uma esposa frustrada com o casamento e tentando salvá-lo e a ela mesma; e The Reader (O Leitor), no papel de uma mulher no banco de réus acusada de crimes nazistas durante a Segunda Guerra Mundial e que se envolveu com um adolescente no passado. Devido à sua excelente interpretação em ambas as produções, 2009 acabaria se tornando o ano de prêmios para Winslet: ganharia dois prêmios de atuação feminina do Globo de Ouro (Melhor Atriz Drama, por "Foi apenas um sonho"; Melhor Atriz Coadjuvante, por "O Leitor") e receberia sua sexta indicação ao Oscar, ganhando-o pela primeira vez. O prêmio viria na categoria de Melhor Atriz, por sua atuação em O Leitor.
Depois de um ano como este, afastou-se um pouco das telas. Separou-se amigavelmente do diretor Sam Mendes em março de 2010, diferentemente do rompimento turbulento com Jim Threapleton. O casal continua se vendo e mantém conjunta a guarda das crianças (inclusive de Mia, filha do primeiro marido de Kate). Winslet protagonizou a minissérie Mildred Pierce, onde recebeu o Emmy do Primetime de melhor atriz de minissérie ou filme para televisão e o filme Contagion. Em 2012 foi galardoada com o prêmio César Honorário.
Em 2013, Winslet com 37 anos, anunciou que estava esperando seu terceiro filho, o primeiro com o marido Ned Rocknroll, sobrinho de Richard Branson, o fundador do grupo Virgin, da gravadora de mesmo nome. Quando nasceu, foi batizado como Bear.
Em 2014, atuou na adaptação cinematográfica baseada no best-seller Divergente, dando vida à grande vilã Jeanine Matthews. Sobre sua primeira vilã no cinema a atriz afirmou: "Eu não sou nenhuma idiota. A ideia passou pela minha cabeça de eu nunca ter interpretado uma vilã antes, eu era quase uma espécie de surpresa". No mesmo ano, ganhou uma Estrela na Calçada da Fama em Hollywood.

## Filmografia

### Cinema
| Ano  | Título original                       | Papel                    |
| ---- | ------------------------------------- | ------------------------ |
| 1994 | Heavenly Creatures                    | Juliet Marion Hulme      |
| 1995 | Sense and Sensibility                 | Marianne Dashwood        |
| 1995 | A Kid in King Arthur's Court          | Princesa Sarah           |
| 1996 | Hamlet                                | Ofélia                   |
| 1996 | Jude                                  | Sue Bridehead            |
| 1997 | Titanic                               | Rose DeWitt Bukater      |
| 1998 | Hideous Kinky                         | Júlia                    |
| 1999 | Holy Smoke!                           | Ruth Barron              |
| 2000 | Quills                                | Madeleine                |
| 2001 | War Game                              | Mum / Annie (voz)        |
| 2001 | Iris                                  | Iris Murdoch (Jovem)     |
| 2001 | Christmas Carol: The Movie            | Belle (voz)              |
| 2001 | Enigma                                | Hester Wallace           |
| 2001 | Faeries                               | Brigid (voz)             |
| 2003 | The Life of David Gale                | Bitsy Bloom              |
| 2004 | Pride                                 | Suki (voz)               |
| 2004 | Eternal Sunshine of the Spotless Mind | Clementine Kruczynski    |
| 2004 | Finding Neverland                     | Sylvia Llewelyn Davies   |
| 2005 | Romance & Cigarettes‎                  | Tula                     |
| 2006 | Flushed Away                          | Rita (voz)               |
| 2006 | The Holiday                           | Iris Simpkins            |
| 2006 | All the King's Men                    | Anne Stanton             |
| 2006 | Little Children                       | Sarah Pierce             |
| 2006 | Deep Sea 3D                           | Narradora                |
| 2007 | Le renard et l'enfant                 | Narradora                |
| 2008 | The Reader                            | Hanna Schmitz            |
| 2008 | Revolutionary Road                    | April Wheeler            |
| 2011 | Carnage                               | Nancy Cowan              |
| 2011 | Contagion                             | Dra. Erin Mears          |
| 2013 | Movie 43                              | Beth                     |
| 2014 | Labor Day                             | Adele Wheeler            |
| 2014 | A Little Chaos                        | Sabine de Barra          |
| 2014 | Divergent                             | Jeanine Matthews         |
| 2015 | The Divergent Series: Insurgent       | Jeanine Matthews         |
| 2015 | The Dressmaker                        | Myrtle "Tilly" Dunnage   |
| 2015 | Steve Jobs                            | Joanna Hoffman           |
| 2016 | Triple 9                              | Irina Vlaslov            |
| 2016 | Collateral Beauty                     | Claire Wilson            |
| 2016 | The Lost Letter                       | Narradora                |
| 2017 | The Mountain Between Us               | Alex Martin              |
| 2017 | Wonder Wheel                          | Ginny                    |
| 2018 | Mary and the Witch's Flower           | Madame Mumblechook (voz) |
| 2019 | Birds of a Feather                    | Blanche (voz)            |
| 2019 | Blackbird                             | Jennifer                 |
| 2020 | Ammonite                              | Mary Anning              |
| 2022 | Avatar 2                              | Ronal                    |
| 2023 | Lee                                   | Lee Miller               |

### Televisão
| Ano  | Título original       | Personagem         |
| ---- | --------------------- | ------------------ |
| 1990 | Shrinks               |                    |
| 1991 | Dark Season           | Reet               |
| 1992 | Get Back              | Eleanor Sweet      |
| 1992 | Anglo Saxon Attitudes | Caroline Jenington |
| 1993 | Casualty              | Suzanne            |
| 2003 | Nefertiti Revealed    | Narradora          |
| 2005 | Extras                | Ela mesma          |
| 2011 | Mildren Pierce        | Mildren Pierce     |
| 2021 | Mare of Easttown      | Mare Sheehan       |
| 2023 | I Am...               | Ruth               |
| TBA  | The Palace            |                    |

## Prêmios e indicações

#### Oscar
| Ano  | Categoria                | Filme                                 | Resultado |
| ---- | ------------------------ | ------------------------------------- | --------- |
| 1996 | Melhor Atriz Coadjuvante | Sense & Sensibility                   | Indicado  |
| 1998 | Melhor Atriz             | Titanic                               | Indicado  |
| 2002 | Melhor Atriz Coadjuvante | Iris                                  | Indicado  |
| 2005 | Melhor Atriz             | Eternal Sunshine of the Spotless Mind | Indicado  |
| 2007 | Melhor Atriz             | Little Children                       | Indicado  |
| 2009 | Melhor Atriz             | The Reader                            | Venceu    |
| 2016 | Melhor Atriz Coadjuvante | Steve Jobs                            | Indicado  |

#### Globo de Ouro
| Ano  | Categoria                                       | Filme                                 | Resultado |
| ---- | ----------------------------------------------- | ------------------------------------- | --------- |
| 1996 | Melhor Atriz Coadjuvante em Cinema              | Sense and Sensibility                 | Indicado  |
| 1998 | Melhor Atriz em Cinema - Drama                  | Titanic                               | Indicado  |
| 2002 | Melhor Atriz Coadjuvante em Cinema              | Iris                                  | Indicado  |
| 2005 | Melhor Atriz em Filme de Comédia ou Musical     | Eternal Sunshine of the Spotless Mind | Indicado  |
| 2007 | Melhor Atriz em Cinema - Drama                  | Little Children                       | Indicado  |
| 2009 | Melhor Atriz em Cinema - Drama                  | Revolutionary Road                    | Venceu    |
| 2009 | Melhor Atriz Coadjuvante em Cinema              | The Reader                            | Venceu    |
| 2012 | Melhor Atriz em Minissérie ou Telefilme         | Mildred Pierce                        | Venceu    |
| 2012 | Melhor Atriz em Cinema - Comédia ou Musical     | Carnage                               | Indicado  |
| 2015 | Melhor Atriz em Cinema - Drama                  | Labor Day                             | Indicado  |
| 2016 | Melhor Atriz Coadjuvante em Cinema              | Steve Jobs                            | Venceu    |
| 2022 | Melhor Atriz em Minissérie ou Telefilme         | Mare of Easttown                      | Venceu    |
| 2022 | Melhor Minissérie ou Telefilme (como produtora) | Mare of Easttown                      | Indicado  |
| 2025 | Melhor Atriz em Minissérie ou Telefilme         | The Regime                            | Indicado  |
| 2025 | Melhor Atriz em Cinema - Drama                  | Lee                                   | Indicado  |

#### Emmy
| Ano  | Categoria                                  | Filme            | Resultado |
| ---- | ------------------------------------------ | ---------------- | --------- |
| 2005 | Melhor Atriz Convidada em Série de Comédia | Extras           | Indicado  |
| 2011 | Melhor Atriz em Minissérie ou Telefilme    | Mildred Pierce   | Venceu    |
| 2021 | Melhor Atriz em Minissérie ou Telefilme    | Mare of Easttown | Venceu    |
| 2021 | Melhor Série Limitada                      | Mare of Easttown | Indicado  |

#### BAFTA
| Ano  | Categoria                | Filme                                 | Resultado |
| ---- | ------------------------ | ------------------------------------- | --------- |
| 1996 | Melhor Atriz Coadjuvante | Sense & Sensibility                   | Venceu    |
| 2002 | Melhor Atriz Coadjuvante | Iris                                  | Indicado  |
| 2005 | Melhor Atriz             | Eternal Sunshine of the Spotless Mind | Indicado  |
| 2005 | Melhor Atriz             | Finding Neverland                     | Indicado  |
| 2007 | Melhor Atriz             | Little Children                       | Indicado  |
| 2009 | Melhor Atriz             | The Reader                            | Venceu    |
| 2009 | Melhor Atriz             | Revolutionary Road                    | Indicado  |
| 2016 | Melhor Atriz Coadjuvante | Steve Jobs                            | Venceu    |